# Халькосидерит
Халькосидерит (рос. халькосидерит; англ. chalcosiderite; нім. Chalcosiderit m) — водний гідроксилфосфат міді та оксидного заліза каркасної будови з групи бірюзи. Залізистий крайній член ряду бірюза — халькосидерит.
Від халько… і грецьк. «сидерос» — залізо (J.C.Ullmann, 1814).

## Опис
Хімічна формула:
- 1. За Є. Лазаренком: CuFe63+[PO4]4(OH)2х4H2O.
- 2. За К.Фреєм і «Fleischer's Glossary» (2004): CuFe6[PO4]4(OH)8х4H2O. Інколи Fe заміняється на Al (до 10,5 % Al).

Склад у % (з родов. Вест-Фенікс, граф. Корнуолл, Англія): CuO — 8,15; Fe2O3; 42,81; P2O5 — 29,93; H2O — 15,00. Домішки: Al2O3, As2O5.
Сингонія триклінна. Пінакоїдальний вид. Форми виділення: короткопризматичні кристали, снопоподібні аґреґати кристалів, кірочки. Спайність довершена по (001), добра по (010). Густина 3,2. Тв. 4,0-5,0. Колір світло-зелений. Зустрічається у мідних родовищах.

## Розповсюдження
Рідкісний. Вторинний мінерал залізної шляпи в родовищі Вест-Фенікс (Корнуолл, Велика Британія). Знайдений в Бісбі (штат Аризона, США).

## Різновиди
Розрізняють:
- халькосидерит алюмініїстий
  - Різновид халькосидериту, який містить 10,5 % Al2O3.
  - Проміжний мінерал між бірюзою та халькосидеритом зі співвідношенням Al: Fe = 1:2.).